# Hafnarfjörður
Hafnarfjörður è la terza città islandese per grandezza dopo Reykjavík e Kópavogur. Cittadina portuale situata sulla costa sudoccidentale, a circa dieci chilometri a sud di Reykjavík, nel 2014 la popolazione era di 27 875 abitanti.
Questa piccola e linda località islandese è stata costruita sulle colate laviche del vulcano Búrfell, una distesa ricca di grotte. Il vulcano, che eruttò per l'ultima volta 7000 anni fa ora è inattivo. Fu stazione commerciale inglese nel XV secolo, poi passò nelle mani della Lega Anseatica (XVI secolo), per poi subentrare totalmente ai traffici commerciali danesi nel 1602. L'abitato è segnato dal suo passato vichingo e dal suo legame con il mare. Le grotte nei dintorni della città, si dice siano abitate dagli elfi e da altre creature leggendarie.
La cittadina è sede di un festival vichingo annuale, dove estimatori della cultura vichinga accorrono da tutto il mondo per esposizioni di artigianato vichingo, lotte con le spade, etc.
In Islanda, la cittadina di Hafnarfjörður è notoriamente oggetto di aneddoti e barzellette: un esempio è quello delle donne del posto, delle quali si dice che vadano al mercato con la scala per controllare se i prezzi sono saliti ancora.
Hafnarfjörður è la città natale del famoso cantante pop islandese Björgvin Halldórsson e dell'attore Stefán Karl Stefánsson.
Hafnarfjörður è la città della squadra di calcio FH Hafnarfjörður che milita nella Úrvalsdeild (premier league islandese).

## Società

### Evoluzione demografica
Abitanti censiti

## Sport

### Calcio
La squadra principale della città è il Fimleikafélag Hafnarfjörðar.